# Krajinou domova
Krajinou domova je přírodovědný a vlastivědný dokumentární seriál o přírodních a kulturních lokalitách České republiky. Byl natočen Českou televizí v koprodukci s Ministerstvem životního prostředí ČR a za finanční podpory Lesů České republiky. Autorem scénáře, režisérem a producentem je Petr Krejčí. Seriál je rozčleněn do tří sérií a byl natáčen na celém území České republiky. K zachycení krajiny využil štáb nejmodernějších natáčecích technik a technologií. Patří k nim časosběry, primární záznam v rozlišení 4K (ve druhé řadě i 8K) nebo letecké záběry pořízené z dronů. Mluveným slovem seriál provázejí Jan Maxián a Alois Švehlík.

## Seznam dílů

### První řada (2014)
Premiérově vysílána každý čtvrtek od 21. dubna 2016 do 23. června 2016 ve 21:00 na ČT2.
| Pořadí | Název dílu             | Premiéra        | Oblasti natáčení                                                       |
| ------ | ---------------------- | --------------- | ---------------------------------------------------------------------- |
| 1      | Divoké Jeseníky        | 21. dubna 2016  | Nízký Jeseník, Hrubý Jeseník                                           |
| 2      | Vzpomínky na sopky     | 28. dubna 2016  | České středohoří, Slavkovský les, Soos                                 |
| 3      | Delty bez moří         | 5. května 2016  | Litovelské Pomoraví, Polabí                                            |
| 4      | Skalní megapole        | 19. května 2016 | Adršpašsko-teplické skály, Ostaš, Broumovská kotlina, Broumovské stěny |
| 5      | Krasové podivuhodnosti | 26. května 2016 | Český kras                                                             |
| 6      | Orchidejové hory       | 2. června 2016  | Bílé Karpaty                                                           |
| 7      | Královské lesy         | 16. června 2016 | Křivoklátsko                                                           |
| 8      | Dvojí srdce Vysočiny   | 23. června 2016 | Žďárské vrchy, Železné hory                                            |

### Druhá řada (2017)
Premiérově vysílána každý čtvrtek od 7. září 2017 do 9. listopadu 2017 ve 21:00 na ČT2.
| Pořadí | Název dílu             | Premiéra          | Oblasti natáčení                                               |
| ------ | ---------------------- | ----------------- | -------------------------------------------------------------- |
| 1      | Hory Jizery a Labe     | 7. září 2017      | Jizerské hory, Krkonoše                                        |
| 2      | Panenská říční údolí   | 14. září 2017     | Údolí Oslavy a Chvojnice, údolí Jihlavy, údolí Rokytné, Podyjí |
| 3      | Vodní země             | 21. září 2017     | Novohradské hory, Česká Kanada, Třeboňsko                      |
| 4      | Staré světy mezi kopci | 28. září 2017     | Údolí Vltavy, Hustopečská pahorkatina, Pálava                  |
| 5      | Labyrinty srdce Čech   | 5. října 2017     | Kokořínsko, Máchův kraj, Český ráj                             |
| 6      | Říše krápníků          | 12. října 2017    | Mladečský a Javoříčský kras, Moravský kras                     |
| 7      | Tabule a stratovulkán  | 19. října 2017    | Džbán, Milovice, Doupovské hory                                |
| 8      | Hory východu a západu  | 26. října 2017    | Krušné hory, Beskydy                                           |
| 9      | Evropská Arizona       | 2. listopadu 2017 | Labské pískovce, České Švýcarsko                               |
| 10     | Jezerní hory           | 9. listopadu 2017 | Šumava                                                         |

### Třetí řada (2021)
Premiérově vysílána každou středu od 8. září 2021 do 1. prosince 2021 ve 21:00 na ČT2.
| Pořadí | Název dílu            | Premiéra           | Oblasti natáčení                                                                   |
| ------ | --------------------- | ------------------ | ---------------------------------------------------------------------------------- |
| 1      | Skály                 | 8. září 2021       | Střední Čechy, CHKO Žďárské vrchy, CHKO Kokořínsko – Máchův kraj, Kadovsko         |
| 2      | Pahorkatiny           | 15. září 2021      | Podbeskydská pahorkatina, Svitavská pahorkatina, Vlašimská pahorkatina             |
| 3      | Přehrady              | 22. září 2021      | Novomlýnské nádrže, Vltavská kaskáda                                               |
| 4      | Jeskyně               | 29. září 2021      | Jeseníky, Hranicko                                                                 |
| 5      | Lomy                  | 6. října 2021      | Hřebečovský hřbet, Štramberk                                                       |
| 6      | Řeky                  | 13. října 2021     | Sázava, Orlice, Blanice, Pšovka, Liběchovka                                        |
| 7      | Lesy                  | 20. října 2021     | Javorníky, Beskydy, Chřiby, Svratecko                                              |
| 8      | Stepi                 | 27. října 2021     | Pálava, Kyjovsko, Kurdějovsko, Pouzdřanská step – Kolby                            |
| 9      | Vojenské újezdy       | 3. listopadu 2021  | Boleticko, Vojenský újezd Hradiště                                                 |
| 10     | Vrchoviny             | 10. listopadu 2021 | Křemešnická vrchovina, Hornosvratecká vrchovina                                    |
| 11     | Hornatiny             | 17. listopadu 2021 | Orlické hory, Brdy, Lysá hora, Ještěd, Javoří hory                                 |
| 12     | Luhy a háje           | 24. listopadu 2021 | velká část dosud navštívených lokalit                                              |
| 13     | Obnova krajiny domova | 1. prosince 2021   | Speciální bonusový díl o tom, jak naší krajině můžeme vrátit její pestrost a krásu |

## Hodnocení
Seriál bývá označován za nový dokumentární žánr, tzv. "docu-fantasy";[kým?] vnímá krajinu nejen skrze informace, ale také emoce a pocity, když obrací divákovu pozornost k hlubším aspektům vnímání krajiny a lidského elementu v ní. Jeho originální styl vyprávění ocenili diváci České televize, když se obě dosud odvysílané série staly dva roky po sobě pořadem s nejvyšší diváckou spokojeností. První i druhá série rovněž získaly hlavní cenu na mezinárodním festivalu Tourfilm v Karlových Varech. V databázi filmových fanoušků ČSFD je Krajinou domova nejlépe hodnoceným českým seriálem.
Kreativní producent Petr Kubica o dokumentu řekl: V cyklu se chceme věnovat místům, která jsou v evropském měřítku mimořádná. Dokument se tak bude věnovat přírodním a kulturním lokalitám a také fenoménům a jevům, o jejichž existenci mnoho lidí nemá tušení.